# Velké šéfky
Velké šéfky (Like a Boss) je americký komediální film režiséra Miguela Artety a scenáristů Sama Pitmana a Adama Cole-Kellyho. Hlavní role hrají Tiffany Haddish, Rose Byrne a Salma Hayek. Premiéra filmu proběhla 10. ledna 2020 ve Spojených státech amerických.

## Děj
Dvě kamarádky s velmi odlišnými ideály se rozhodnou založit kosmetickou společnost. Jedna je více pro praktičnost, zatímco druhá chce vydělat jmění a žít bohatým životním stylem. Problém nastává, když je jejich investorka začne okrádat o nápady. 

## Obsazení
- Tiffany Haddish jako Mel Paige
- Rose Byrne jako Mia Carter
- Salma Hayek jako Claire Luna
- Jennifer Coolidge
- Billy Porter
- Ari Graynor
- Catherine Parker jako recepční
- Natasha Rothwell
- Jessica St. Clair
- Melissa Saint-Amand jako Jess
- Lana Young jako Shay Whitmore
- Caroline Arapoglou jako Brook
- Karan Soni
- Ashley Johnson
- Jacob Latimore
- Jimmy O. Yang
- Seth Rollins
- Veronica Merrell jako Zaylee
- Vanessa Merrell jako Lux